# Sebastián Pardo
Sebastián Pardo (Quillota, 1º gennaio 1982) è un ex calciatore cileno, di ruolo centrocampista difensivo.